# 吉紹爾甘傑烏帕齊拉
吉紹雷甘傑乌帕齐拉是孟加拉国尼爾帕馬里縣的一个乌帕齐拉，位於朗布爾专区的尼爾帕馬里縣。。

## 人口
據1991年孟加拉國人口普查，吉紹雷甘傑共有戶數50,999戶，人口246201人。其中男性佔比51.19%，女性佔比48.81%；成年人口122,233人。該地7歲以上人口之平均識字率為18.2%。